# 명탐정 코난: 베이커가의 망령
《명탐정 코난: 베이커가의 망령》(일본어: 名探偵コナン ベイカー街の亡霊, 영어: Detective Conan: The Phantom of Baker Street)은 아오야마 고쇼 원작의 작품인 《명탐정 코난》의 극장판 작품으로, 일본에서는 2002년 4월 20일에 개봉하였으며, 대한민국에서는 2008년 5월 1일 극장판 1기로 개봉되었다.

## 시놉시스
IT 회사 신드라 컴퍼니가 개발한 ‘코쿤’이라는 체험 시뮬레이션 게임 시연회에 참석한 코난. 게임이 시작되기 몇 분 전, 게임개발자인 카시무라가 ‘JTR’이라는 의문의 다잉 메시지를 남기고 살해 당한다. 메시지를 본 코난은 가상 게임 속에 살인 동기가 있을 것으로 직감하고 50명의 아이들과 함께 게임에 참여하게 된다. 하지만 인공 두뇌 ‘노아의 방주’의 서버 침입으로 게임은 통제불능의 상태에 빠지게 되고, ‘노아의 방주’는 19세기 전설적인 살인마 ‘잭 더 리퍼’를 이기지 못하면 게임에 참가한 50명의 아이들의 뇌를 전부 손상시키겠다고 협박하는데……

네이버 영화

## 등장인물

#### 원작 캐릭터
- 에도가와 코난 (코난)
  -  일본판 성우 : 타카야마 미나미
  -  한국판 성우 : 김선혜
- 쿠도 신이치 (남도일)
  -  일본판 성우 : 야마구치 캇페이
  -  한국판 성우 : 강수진
- 모리 란 (유미란)
  -  일본판 성우 : 야마자키 와카나
  -  한국판 성우 : 이현진
- 모리 코고로 (유명한)
  -  일본판 성우 : 카미야 아키라
  -  한국판 성우 : 이정구
- 스즈키 소노코 (정보라)
  -  일본판 성우 : 마츠이 나오코
  -  한국판 성우 : 이용신
- 하이바라 아이 (홍장미)
  -  일본판 성우 : 하야시바라 메구미
  -  한국판 성우 : 우정신
- 코지마 겐타 (고뭉치)
  -  일본판 성우 : 타카기 와타루
  -  한국판 성우 : 한인숙
- 츠부야라 미츠히코 (박세모)
  -  일본판 성우 : 오오타니 이쿠에
  -  한국판 성우 : 정선혜
- 요시다 아유미 (한아름)
  -  일본판 성우 : 이와이 유키코
  -  한국판 성우 : 여민정
- 쿠도 유사쿠 (남건)
  -  일본판 성우 : 타나카 히데유키
  -  한국판 성우 : 정승욱
- 쿠도 유키코 (이하연)
  -  일본판 성우 : 시마모토 스미
  -  한국판 성우 : 여민정
- 아가사 히로시 (브라운 박사)
  -  일본판 성우 : 오가타 켄이치
  -  한국판 성우 : 황원
- 메구레 쥬죠 (골롬보 반장)
  -  일본판 성우 : 챠후린
  -  한국판 성우 : 조동희
- 시라토리 닌자부로 (백동훈형사)
  -  일본판 성우 : 이노우에 카즈히코
  -  한국판 성우 : 서윤선
- 치바 형사 (이명수 형사)
  -  일본판 성우 : 치바 잇신
  -  한국판 성우 : 김영찬

#### 오리지널 캐릭터

##### 현실 세계
- 사와다 히로키 (전우주)
  -  일본판 성우 : 오리카사 아이
  -  한국판 성우 : 양정화

오리지널 캐릭터. 사건의 원인 제공을 한 인물로, 매사추세츠 공과대학교 (MIT) 출신의 천재 소년이다. 극중 자신의 분신을 가상 세계에 심어놓고 2년 전 보스턴의 자신의 집에서 자살을 했다.
- 토머스 쉰들러
  -  일본판 성우 : 츠카야마 마사네
  -  한국판 성우 : 시영준

극장판 오리지널 캐릭터. 히로키를 대신 길러준 인물. 잭 더 리퍼의 후손으로 밝혀질 것이 두려워, 그 사실을 알게 된 카시무라를 살인하고 히로키를 자살로 내몰았다. 사건의 진상이 밝혀져 검거.
- 카시무라 아키라 (전충호)
  -  일본판 성우 : 히라타 히로아키
  -  한국판 성우 : 박성태

극장판 오리지널 캐릭터. 히로키의 아빠이며, 코쿤의 게임 개발자이다. 아들의 죽음에 의문을 품어 친구인 쿠도 유사쿠에게 사건을 의뢰했다. 토머스 쉰들러의 공격에 의해 흉기로 찔려 사망한다.
- 모로보시 히데키 (강태양)
  -  일본판 성우 : 오가타 메구미
  -  한국판 성우 : 이명선

극장판 오리지널 캐릭터. 어느 정치가의 아들로, 히로키에 의해 신분 도용. 현실 세계의 살인 사건과 가상 세계의 살인 사건이 해결될 수 있도록 보이지 않는 도움을 주게 되었지만, 본인은 기억하지 못한다.

##### 가상 세계
- 잭 더 리퍼
  -  일본판 성우 : 하야미 쇼
  -  한국판 성우 : 정명준

19세기 영국에 실존했던 연쇄 살인범. 극 중에서는 빈민가에서 부랑아였던 그를 모리아티 교수의 영재 교육을 받고서 무서운 살인마로 자라난 것으로 나온다. 통칭 JTR(Jack The Ripper)로 불린다.
- 셜록 홈즈
  -  일본판 성우 : 다나카 히데유키
  -  한국판 성우 : 정승욱

코난 도일이 집필한 셜록 홈즈 시리즈의 주인공으로 게임 세계 중 하나인 "올드 타임 런던"의 헬프 캐릭터로 활약할 예정이었지만 "노아의 방주"의 계략에 의해 다트무어에 가게 되어 런던에는 없었다. 참고로 게임 자문을 한 유사쿠의 영향으로 유사쿠와 외모가 닮게 되었다.
- 존 H 왓슨

홈즈의 친구이자 조수로 극 중에서는 사진을 통해서만 등장한다. 참고로 유사쿠의 영향으로 인해 아가사 박사와 유사한 외모로 설정되어 나오게 되었다.
- 레스트레이드 경부

런던 경시청 소속 경부로 극 중에서는 이름만 잠시 등장한다. 참고로 레스트레이드 경부의 이름으로 인하여 주인공 일행이 가상 세계가 홈즈 시대인 점을 알게 된다.
- 아이린 애들러
  -  일본판 성우 : 시마모토 스미
  -  한국판 성우 : 여민정

셜록 홈즈가 존경하는 유일한 여인으로(사랑했다는 설도 있음.) 연극배우이며 극 중에서는 모리아티 교수의 암살 표적이 되었다. 참고로 유사쿠의 아내인 유키코와 유사한 외모로 설정되었다.
- 제임스 모리아티 교수
  -  일본판 성우 : 고바야시 키요시
  -  한국판 성우 : 김정호

코난 도일이 집필한 셜록 홈즈 시리즈의 대범죄자로 범죄계의 나폴레옹으로 불리며 셜록 홈즈의 숙적이다. 극 중에서는 잭 더 리퍼를 키워낸 장본인으로 등장하며 설정 대부분이 셜록 홈즈 시리즈와 동일하다.
- 세바스찬 모란 대령
  -  일본판 성우 : 후지모토 유즈루
  -  한국판 성우 : 시영준

모리아티 교수의 심복으로 원작 소설과 마찬가지로 런던에서 두 번째로 위험한 인물로 소개되고 있으며 속임수 포커로 돈을 갈취하는 인물로 그려지고 있다. 참고로 코난 일행은 대령의 말투로 인하여 모리아티 교수와 접촉할 수 있었다.

## OST
- 베이커가의 망령 OST

## 제작진

### 원판 제작진
- 원작 : 아오야마 고쇼
- 감독 : 코다마 켄지
- 각본 : 故 노자와 히사시
- 음악 : 오노 카츠오
- 제작 : TMS ENTERTAINMENT LTD.

### 우리말 제작

#### 번역/연출/음향
- 번역 : 강윤미
- 연출 : 석종서
- 녹음/믹싱/음향편집 : CIC MEDIA(조일오, 강미경) 외

#### 기획/진행/사업
- 수입/배급 : 투니버스 (주)온미디어
- 총괄기획 : 장진원
- 기획 : 김대창
- 판권 : 손유연
- 진행 : 박기원
- 해외지원 : 도쓰카 마미 외
- 온라인 : 윤정임, 최은교
- 방송홍보제작 : 김지윤, 유선주, 이종혁, 지혜천, 백현정
- 방송홍보 : 김동현, 김승환, 정혜인, 허정선
- 광고지원 : 황진용, 차윤창
- 진행지원 : 문명미, 강한별
- 협찬 : (주) 서울문화사
- 홍보/마케팅 : 루비키노

## 기타
- 이번 작품은 가상 공간 안과 현실 세계에서 동시에 일어난 사건을 해결하는 극장판이다. 19세기 말 런던에 존재했던 잭 더 리퍼와 셜록 홈즈를 주제로 잡았다. 비록 가상 공간이지만, 명탐정 코난의 스토리상 일본을 떠날 수 없는 에도가와 코난의 국외 에피소드다.
- 지금까지 극장판과는 다르게 이번 극장판에서는 노자와 히사시가 각본을 맡았다. 그가 자랑하는 "부모와 자식의 정" 이라고 하는 테마로 죽음을 그리면서도 사는 걸 적극적으로 긍정하도록 각본을 썼는데, "절망을 능가해야 할 희망"을 그린다는 주제로 명탐정 코난에 첫 발을 디뎠다. 이 색다른 테마는 일본에서 즉각적으로 반응을 일으켜 명탐정 코난 극장판 중 두 번째로 많은 흥행 수입을 냈으며(34억 엔), 2002년 연간 방화 2위를 차지하고, 명탐정 코난 극장판 리퀘스트에서 3위를 차지하였다. 또한 이러한 인기에 힘입어 국내에서 최초로 극장에서 상영된 명탐정 코난 극장판이 되었다.
- 한편 이 극장판에 대해 유독 일본에서 많은 의견이 오갔다. 일각에서는 극장판을 비판하지만, 다른 쪽에서는 참신한 시도로 보기도 한다.
- 이 작품부터 도쿄에 있는 니혼테레비도 극장판 제작에 참여하게 된다.
- 한국 극장 상영시에는 일본 원판 필름을 넌리니어(화면 수정)을 하지 않은 채 그대로 방영하였다. 그러나 이후 투니버스 방영시에는 TMS의 국제 방송용 넌리니어판이 그대로 방영되어, 일본어로 된 자막은 영어로, 기타 상황 설명등은 수정 없이 방영되었다. (이는 DVD판과 동일하다.) 한편, 지금까지 극장판과 동일하게 주제가는 간주부분까지만 방영되었지만, 성우진 등 스탭롤과 엔딩 이후 자투리 영상까지 편집되어 방영되는 등 파국을 겪었다.
- 쿠도 신이치 (남도일)의 부친과 모친인 쿠도 유사쿠 (남건)와 쿠도 유키코 (이하연)[주해 2]의 첫 극장판 출연 작품이기도 하다.
- 사와다 히로키는 역대 극장판의 최종보스 중 최초이자 유일한 최연소 최종보스다.

## 주해
1. ↑  12만 5000여명의 관객 입장수를 보였다.[1]
2. ↑  오프닝 부분에만 나온다.

## 같이 보기
- 명탐정 코난의 영화 목록
- 셜록 홈즈